# Troy (Alabama)
Troy város az USA Alabama államának Pike megyéjében, melynek megyeszékhelye is. Lakosainak száma 17 727 fő (2020. április 1.).

## Népesség
A település népességének változása:
| Lakosok száma | 600  | 13 935 | 18 033 | 17 727 |
|               | 1850 | 2000   | 2010   | 2020   |